# Монастырь Райхенбах (Баден-Вюртемберг)
Монастырь Райхенбах (нем. Kloster Reichenbach) — бывший бенедиктинский монастырь, располагавшийся в районе Клостеррайхенбах баден-вюртембергской общины Байрсброн и основанный в мае 1082 года, человеком по имени Берн, сведения о котором не сохранились. История монастыря началась с переселения на его территорию трёх монахов их аббатства Хирзау.